# Blanca de Castilla (1319-1375)
Blanca de Castilla (Alcocer, agosto de 1319—Monasterio de las Huelgas de Burgos, 1375). Fue hija del infante Pedro de Castilla y de la infanta María de Aragón.
Fue señora, entre otras, de las villas de Aguilar de Campoo y Alcocer y de los castillos de Deza, Serón, Almazán, Monteagudo, Berlanga, Salmerón y Fuempudia, todos ellos en la frontera con el reino de Aragón.
Calificada de «ingenua» por algunos historiadores, como Manuel García Fernández, fue señora del monasterio de las Huelgas de Burgos y nieta de Sancho IV de Castilla y de Jaime II de Aragón, además de un personaje fundamental en las relaciones entre los reinos de Castilla y Aragón en el primer tercio del siglo XIV.

## Orígenes familiares
Hija del infante Pedro de Castilla y de la infanta María de Aragón, era nieta por parte paterna de Sancho IV de Castilla y de María de Molina, y por parte materna de Jaime II de Aragón y de su esposa, la princesa Blanca de Nápoles.

## Biografía

### Infancia y estancia en el reino de Aragón (1319-1329)
Blanca de Castilla nació en Alcocer a mediados de agosto de 1319, un mes después de la defunción de su padre, el infante Pedro de Castilla, que murió a los veintinueve años de edad en el Desastre de la Vega de Granada, junto con el infante Juan de Castilla el de Tarifa, hijo de Alfonso X el Sabio. Los padres de Blanca de Castilla contrajeron matrimonio en diciembre de 1311 en la ciudad de Calatayud, o bien en enero de 1312. El padre de Blanca fue señor de los Cameros, Almazán, Berlanga, Monteagudo y Cifuentes y mayordomo mayor del rey Fernando IV de Castilla, que era su hermano, y a la muerte de este último, ocurrida en 1312, fue nombrado tutor de su sobrino, el rey Alfonso XI de Castilla, junto con su madre, la reina María de Molina, y su tío, el infante Juan de Castilla, hijo de Alfonso X.

Hasta su muerte en 1319, el infante Pedro fue, por medio de su matrimonio con la infanta María, hija de Jaime II, el «principal agente de la influencia» en la Corona castellana del monarca aragonés, como señaló el medievalista Manuel García Fernández. Y, de hecho, Jaime II apoyó siempre e incondicionalmente a su yerno en su lucha contra el infante Juan por hacerse con el control exclusivo de la tutoría del pequeño Alfonso XI. Además, la infanta María, madre de Blanca, siguió durante toda la minoría de edad de Alfonso XI las directrices de su padre, Jaime II, y fue uno de sus más firmes apoyos en Castilla desde la muerte del infante Pedro, su esposo. Y para ello la infanta tuvo el apoyo, entre otros, de su hermano Juan de Aragón, arzobispo de Toledo y canciller mayor de Castilla, y en menor medida el de su cuñado Don Juan Manuel, que era nieto del rey Fernando III de Castilla y estaba casado con la infanta Constanza de Aragón.

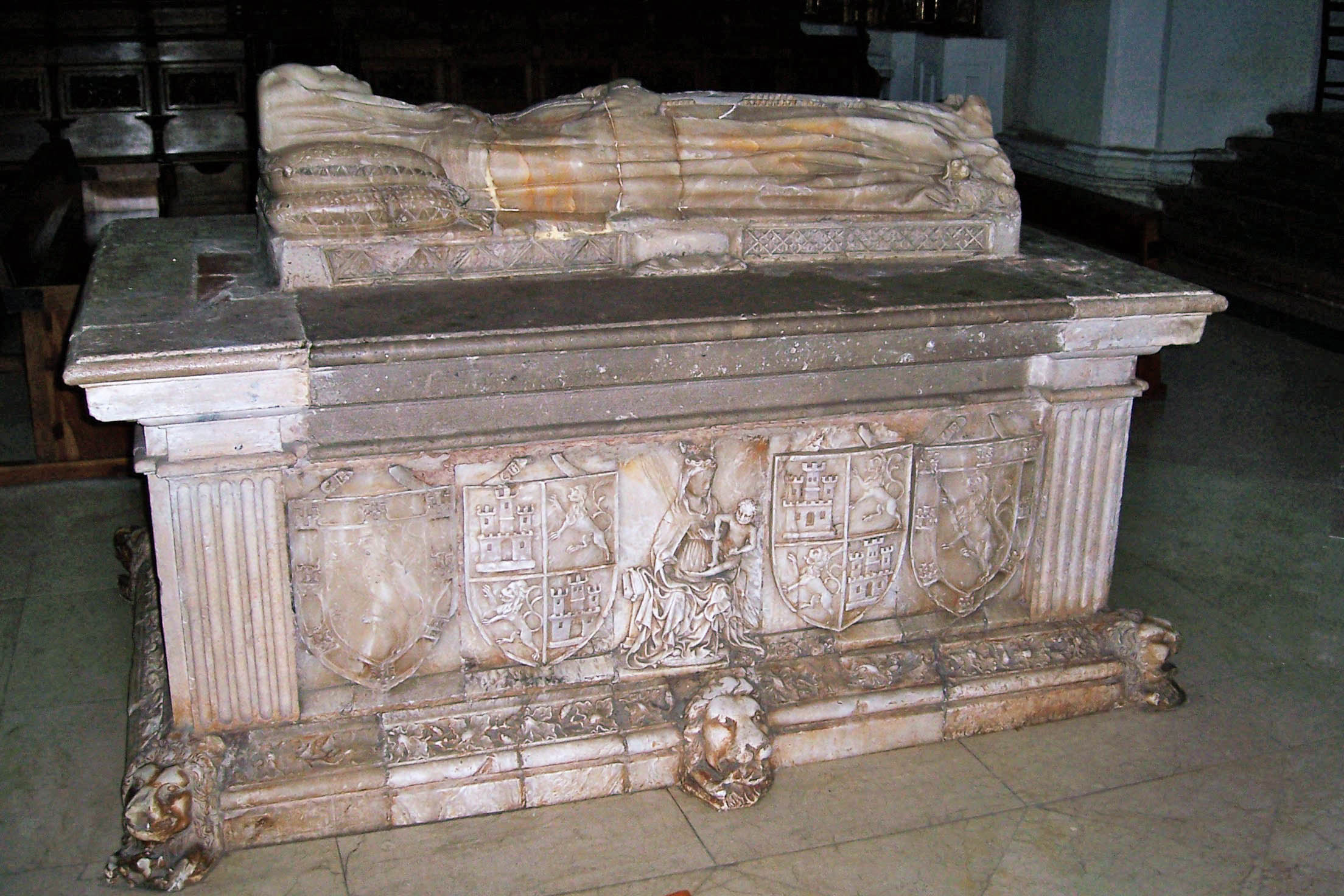
Sepulcro de la reina María de Molina, abuela paterna de Blanca de Castilla. (Monasterio de las Huelgas Reales de Valladolid).

A la muerte del infante Pedro de Castilla, Garcilaso I de la Vega, que posteriormente llegaría a ser privado de Alfonso XI, comunicó al rey Jaime II de Aragón que el difunto infante le había prometido que cuando naciese su hijo o hija le sería entregada a él para que fuese su ayo y lo criase. El rey Jaime II respondió a Garcilaso de la Vega, por medio de una carta fechada el 7 de agosto de 1319, que por su parte no habría obstáculos para que aquel fuese el ayo de la criatura que naciese, y le recomendó además que continuase sirviendo fielmente a su hija, la infanta María. Y Jaime II también solicitó al señor de los Cameros, Juan Alfonso de Haro, que protegiese las tierras de su nieta Blanca, aunque poco después, cuando fue informado de que los hijos de este noble estaban cometiendo numerosos abusos en los señoríos de Blanca, le reprochó su actitud.

Todos los historiadores coinciden en señalar que, desde el momento de la muerte del infante Pedro de Castilla, tanto la reina María de Molina como Jaime II de Aragón comenzaron un prolongado «litigio» para hacerse con la custodia de la pequeña Blanca, ya que ello les daría la oportunidad de controlar sus enormes rentas y también de concertar su matrimonio. Tres elevados personajes del reino de Castilla, el infante Felipe de Castilla, Don Juan Manuel y Juan el Tuerto, miembros todos ellos de la realeza castellana, lucharon desde el momento de la muerte de los infantes Pedro y Juan por hacerse con el control exclusivo de la tutoría del rey Alfonso XI junto con la anciana reina María de Molina, que apoyaba las pretensiones de su hijo, el infante Felipe de Castilla, en detrimento de Don Juan Manuel, nieto de Fernando III el Santo, y de Juan el Tuerto, hijo este último del infante Juan. Cada uno de los tres mencionados magnates controlaba una determinada zona geográfica de Castilla y la situación, en palabras una vez más de García Fernández era de «auténtica guerra civil», lo que se agravó aún más con la muerte de la reina María de Molina, ocurrida en 1321 en Valladolid, y con las Cortes de Valladolid de 1322, que confirmaron la división del reino en tres bandos.

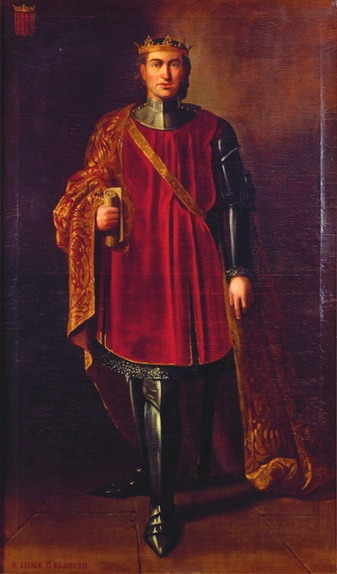
Retrato imaginario del rey Jaime II de Aragón, abuelo materno de Blanca de Castilla, pintado por Manuel Aguirre y Monsalbe. Ca. 1851-1854. (Diputación Provincial de Zaragoza).

En la primavera de 1320 Blanca y su madre, la infanta María, abandonaron el reino de Castilla, posiblemente por sus desavenencias con la anciana reina María de Molina y con la alta sociedad castellana en conjunto, y se dirigieron al reino de Aragón, sin que nadie en la Corte castellana, ni siquiera el infante Felipe o su madre, la reina María de Molina, censuraran esa partida, a pesar de que la infanta María huía llevándose a su hija, que era la heredera de las posesiones del infante Pedro de Castilla. Pero no obstante lo anterior, en otro de sus artículos Manuel García Fernández afirmó que la reina María de Molina reclamó la custodia de su nieta Blanca, que había marchado hacia tierras aragonesas junto con su madre estableciéndose primero en Calatayud y posteriormente en el Real Monasterio de Santa María de Sigena, del que era abadesa en esos momentos la infanta Blanca de Aragón, hija de Jaime II y tía de Blanca de Castilla. Y el mencionado historiador subrayó el hecho de que el «interés político» hacia Blanca no se basaba en su parentesco con la familia real castellana sino en el de que era la heredera de un «vastísimo patrimonio» situado precisamente en la frontera entre Aragón y Castilla.
Ya en 1320 Jaime II intentó conseguir «oficialmente» la entrega de todas las rentas de su nieta Blanca, solicitándolo a la reina María de Molina y a Garcilaso I de la Vega, administrador de las rentas y bienes de Blanca, aunque en 1321 aún no habían sido entregadas, por lo que, hallándose angustiado el monarca aragonés, llegó incluso a aconsejar a su hija, la madre de Blanca, que la administradora del patrimonio de esta última fuera su abuela, la reina María de Molina, y no Garcilaso I de la Vega, que parecía dar «escasas garantías de seguridad».
Para el monarca aragonés, tener bajo su custodia personal a su nieta Blanca constituía un «arma política de vital interés», en palabras de García Fernández, pero a la larga dicho control supuso el final de las buenas relaciones entre Castilla y Aragón, ya que Jaime II retenía a la pequeña Blanca en el monasterio de Sigena, pero la reina María de Molina y el infante Felipe de Castilla administraban sus rentas y señoríos, por lo que, hallándose la niña despojada de sus bienes era de poca utilidad buscarle un posible marido, ya que el monarca castellano, que era el «señor natural» de todas sus villas y castillos, podría incluso despojarla de su herencia.

Don Juan Manuel, aspirante a la tutoría de Alfonso XI de Castilla, y su esposa Constanza de Aragón, que era hija de Jaime II, insistieron ante este último para que la infanta María y su hija Blanca permaneciesen en Castilla bajo su protección. Diversos historiadores señalan la posibilidad de que, al intentar tener a la infanta María y a su hija Blanca en su poder, Don Juan Manuel se proponía asegurarse el apoyo de su suegro, Jaime II, e intimidar al infante Felipe de Castilla y a sus partidarios y, al mismo tiempo, controlar las posesiones de la pequeña. Pero el infante Felipe y sus partidarios nobles pronto comprendieron que, si querían que Blanca fuera devuelta a Castilla, su matrimonio sería un «proyecto político de estado» importantísimo para el reino, ya que con ello conseguirían además amplios apoyos en las Cortes de Valladolid de 1322.

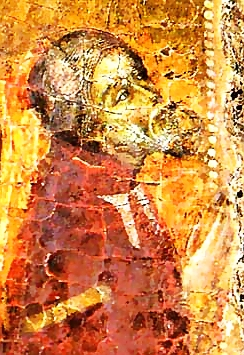
Retrato que se supone representa a Don Juan Manuel, nieto del rey Fernando III de Castilla. (Catedral de Murcia).

A principios de 1322, y sin que Jaime II tuviera conocimiento de ello, la infanta María de Aragón y Garcilaso I de la Vega, que era el administrador del patrimonio de su hija en territorio castellano, acordaron en una entrevista mantenida en Deza que Blanca de Castilla contraería matrimonio, cuando alcanzase la edad requerida para ello, con su primo Alfonso XI, que aún era menor de edad, aunque el matrimonio jamás llegaría a celebrarse. Y la infanta María se mostró tan entusiasmada ante el hecho de que su hija pudiera llegar a ser reina de Castilla que prometió al infante Felipe que la pequeña pronto volvería a su tierra natal. Y en marzo de 1322 Garcilaso I de la Vega comunicó al monarca aragonés que dudaba de que el papa concediera la necesaria dispensa pontificia, por ser los contrayentes primos carnales, para el mencionado proyecto matrimonial.
En 1323, un año después, el papa Juan XXII se negó a conceder la mencionada dispensa, sin que el infante Felipe insistiera nuevamente en el asunto y, muy posiblemente, con el consentimiento del rey Jaime II de Aragón. Y cuando en 1323 se proyectó el matrimonio de la infanta Leonor de Castilla, hermana de Alfonso XI, con el infante Pedro de Aragón, hijo de Jaime II, los privados de Alfonso XI, que eran Garcilaso I de la Vega y Álvar Núñez Osorio, exigieron al anciano monarca aragonés, a cambio de la celebración del matrimonio, que Blanca, la hija del infante Pedro y nieta de Jaime II, fuera devuelta a Castilla, aunque su abuelo se negó y el mencionado proyecto matrimonial fue aparentemente «olvidado» por los dos reinos.
En 1325 Jaime II de Aragón proyectó casar a su nieta, Blanca de Castilla, con Juan el Tuerto, señor de Vizcaya y enemigo del infante Felipe de Castilla, de Garcilaso de la Vega y de Álvar Núñez Osorio, que eran los nuevos privados del rey Alfonso XI de Castilla. Y en un pasaje del capítulo XLVIII de la Crónica de Alfonso XI fue descrito del siguiente modo el proyectado enlace matrimonial entre el señor de Vizcaya y Blanca de Castilla:

Et en este tiempo era en Aragón Doña Blanca fija del Infante Don Pedro de Castiella, con la Infanta Doña María su madre, fija del Rey D. Jaymes de Aragón. Et esta Doña Blanca avia en el regno de Castiella muchas villas et castiellos et logares muy fuertes, et los mas dellos en frontera de Aragón. Et como quiera que Don Joan fuese muy poderoso en los regnos de Castiella et de León, entendió que aviendo él este casamiento de Doña Blanca, que con lo que él avia, et con lo que avia Doña Blanca, que podria facer grand daño al Rey en el regno. Et por acabar este casamiento, envió decir al Rey de Aragón, que si él le diese aquella muger con quien él casase, y él quisiese facer guerra al Rey de Castiella, le ayudaría aquel D. Joan en manera porque el Rey de Aragón cobrase grand parte del regno de Castiella, asi como cobrara el Rey Don Jaymes su padre en tiempo del Rey D. Fernando padre deste Rey D. Alfonso...

Los enemigos de Alfonso XI formaron una liga contra él, y comenzaron a alborotar y saquear los dominios del rey, haciéndolo así Don Juan Manuel en el reino de Murcia y Juan el Tuerto en Galicia y en su señorío de Vizcaya, al tiempo que los privados del monarca castellano saqueaban los señoríos de Blanca de Castilla cercanos a Calatayud. Pero en las Cortes de Valladolid de 1325 fue proclamada la mayoría de edad de Alfonso XI y el joven monarca desbarató el proyecto de enlace matrimonial entre Blanca de Castilla y Juan el Tuerto ordenando la muerte de este último, que a finales de 1326 fue ajusticiado en la ciudad de Toro por orden de Alfonso XI, quedando todos sus bienes y señoríos en manos de la Corona y comenzando a administrarlos Garcilaso I de la Vega junto con los de Blanca de Castilla, al tiempo que Álvar Núñez Osorio pasaba a ser el alcaide de todos sus castillos. Pero ni la infanta María ni su padre estaban conformes con el modo de administrar los señoríos por parte de Garcilaso I de la Vega, ya que este parecía demostrar en todo momento un enorme interés por servirse de su cargo de administrador para perseguir sus propios intereses económico-políticos.

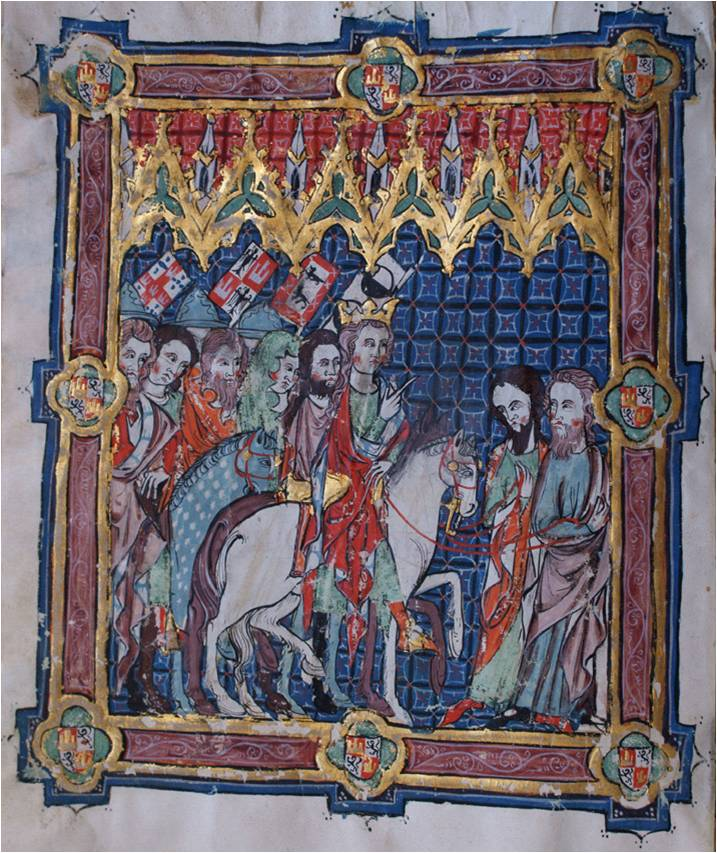
Alfonso XI y sus nobles. Libro de la Coronación de los Reyes de Castilla. Ca. 1350. (Real Biblioteca del Monasterio de San Lorenzo de El Escorial).

Con el asesinato de Juan el Tuerto, Blanca de Castilla quedó nuevamente «compuesta y sin novio», posiblemente por las maquinaciones de Garcilaso I de la Vega, que en teoría había sido designado su ayo por su padre para que velara por sus intereses. Los problemas financieros de la infanta María fueron empeorando con el transcurso de los años, y el administrador de los señoríos de su hija Blanca, Garcilaso I de la Vega, fue acusado tanto por la infanta como por su padre, el rey Jaime II de Aragón, de no enviarle con la necesaria «diligencia» las rentas de sus señoríos, que según el monarca aragonés eran tan necesarias para su hija, que las precisaba para su manutención. Sin embargo, con la información disponible en la actualidad sobre este asunto no es posible determinar si Garcilaso I de la Vega fue culpable de los apuros financieros de la infanta aragonesa o incluso si llegó a sacar algún beneficio económico de la situación, aunque según el historiador Máximo Diago Hernando, no es descabellado sospechar que este «ambicioso» noble tal vez no estaba dispuesto a seguir siendo el mero administrador de los bienes de Blanca de Castilla, sino que tal vez aspiraba a ser el único propietario de esas tierras.
En 1326 Garcilaso I de la Vega fue asesinado por un grupo de caballeros mientras se encontraba en el monasterio de San Francisco de Soria, y detrás del asesinato, en opinión de Diago Hernando, pudo haber estado en conjunto la mano de los nobles y oligarcas sorianos, que debían sentirse preocupados y amenazados por el creciente poderío político que estaba alcanzando en esa zona el magnate asesinado. Sin embargo, siempre ha habido sospechas de que detrás del asesinato pudo haber estado la mano de Don Juan Manuel, enemigo declarado de la víctima, o incluso la de la Corte aragonesa, que también veía peligrar sus intereses en Castilla por el creciente poderío del señor de la Vega, ya que este último controlaba cada vez más firmemente los señoríos de la joven Blanca de Castilla y además era un enemigo declarado de la influencia aragonesa en Castilla.
Además, el joven Alfonso XI, que deseaba quebrantar la influencia aragonesa en los asuntos castellanos, pactó su propio matrimonio en 1327 con su prima María de Portugal, que era hija del rey Alfonso IV de Portugal, y el de su prima Blanca de Castilla con el infante Pedro de Portugal, hijo de Alfonso IV y heredero del trono portugués, que según diversos autores fue acordado en Alfayates en septiembre de 1328. En la Corte castellana, tras la muerte del señor de la Vega, comenzó a inquietar el hecho de que los alcaides de las fortalezas de Blanca de Castilla fueran individuos vinculados a la Corte aragonesa, por lo que pronto comenzó a plantearse la posibilidad de que fueran devueltas al realengo.

### Estancia en el reino de Portugal (1329-1339)

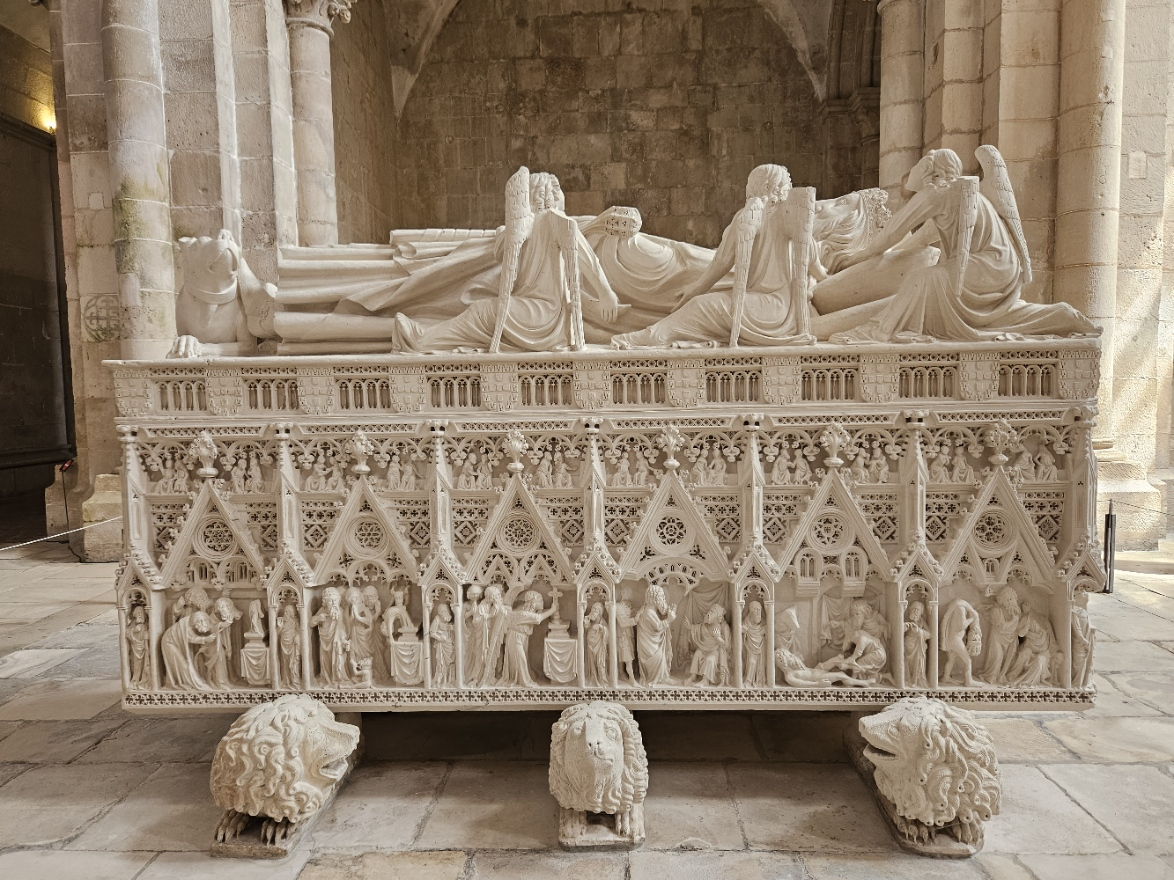
Sepulcro del rey Pedro I de Portugal en el monasterio de Alcobaza.

En enero de 1329, durante las vistas de Ágreda y Tarazona entre Alfonso IV de Aragón y Alfonso XI, este último, aprovechando su presencia en el reino de Aragón, dispuso que su prima, Blanca de Castilla, que hasta entonces había vivido en compañía de su madre, le acompañase en su viaje de regreso a Castilla, según consta en la Gran Crónica de Alfonso XI:

E dende el rrey de Castilla vinose a su rreyno, e traxo consigo a doña Blanca hija del ynfante don Pedro el que murio en la Vega de Granada, para la enbiar a Portogal por que desque oviese edad de quinze años avie de casar con el ynfante don Pedro primero heredero en el rreyno de Portogal;

A las vistas de Fuenteguinaldo, que tuvieron lugar en septiembre de 1329 y donde se entrevistaron Alfonso XI de Castilla y Alfonso IV de Portugal, el monarca castellano llevó a Blanca de Castilla, según consta en el capítulo CIV de la Gran Crónica de Alfonso XI. Y en la Chonica de ElRei Dom Afonso o Quarto, de Rui de Pina, también se menciona que todos los señoríos que Blanca poseía en Castilla quedarían en manos de Alfonso XI, y que a cambio el rey de Portugal le concedería en sus dominios tantas villas y tierras como tenía en Castilla para su boda con el infante Pedro de Portugal.
Alfonso IV de Portugal ordenó a Lope Fernández Pacheco que condujera al reino de Portugal a Blanca de Castilla, y una vez allí el cuidado de la joven fue confiado a la reina Beatriz de Castilla, reina consorte de Portugal por su matrimonio con Alfonso IV y tía carnal de Blanca por parte paterna, ya que era hermana de su padre. Y según lo acordado, Beatriz de Castilla sería la encargada de custodiar a Blanca hasta que cumpliese doce años de edad y pudiese contraer matrimonio, ya que esa era la edad mínima, en el caso de las doncellas, para poder consumar el matrimonio.
Pero el matrimonio del infante y heredero Pedro de Portugal con Blanca de Castilla jamás llegó a celebrarse, ya que en 1329 el infante Pedro repudió a su futura esposa por su «enajenación mental» o «parálisis», a fin de casarse con Constanza Manuel de Villena, hija de Don Juan Manuel, siendo relatados estos acontecimientos del siguiente modo en el capítulo CXVIII de la Gran Crónica de Alfonso XI:

E seyendo desposado el ynfante don Pedro, hijo primero heredero del rrey de Portogal, con doña Blanca, hija del ynfante don Pedro que murio en la Vega, asi como la ystoria lo a contado, este prior don Fernan Rrodriguez trato avenençias, por sus cartas e por sus mensajeros, entre el rrey de Portogal e don Joan hijo del ynfante Don Manuel; y el trato fue que el ynfante don Pedro, hijo del rrey de Portogal, dexase aquella doña Blanca con quien hera desposado, por quanto era ella doliente de perlesia, e que casase con doña Constança hija de don Joan hijo del ynfante don Manuel, la que dexo el rrey don Alonso de Castilla...

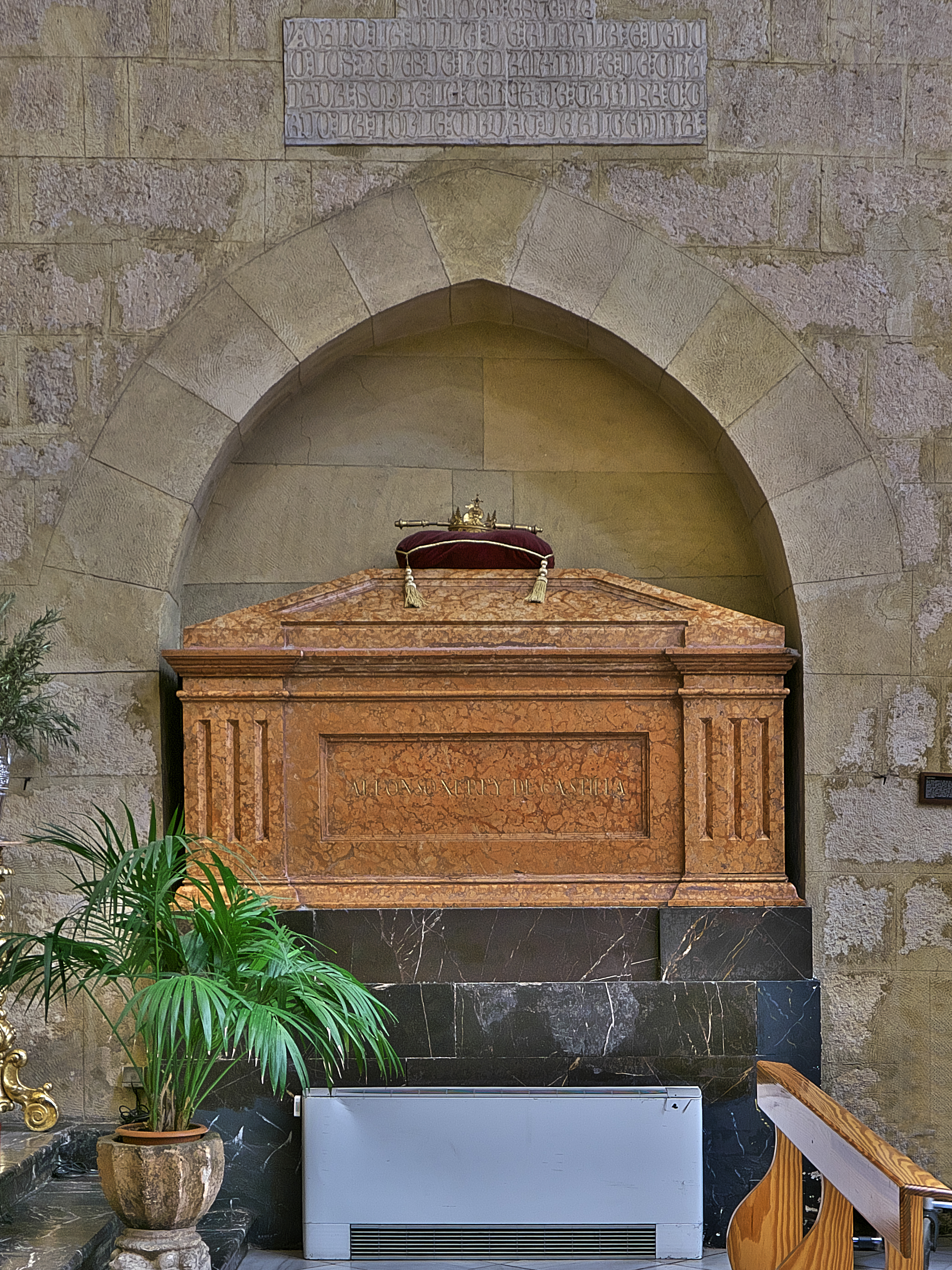
Sepulcro de Alfonso XI de Castilla. (Iglesia de San Hipólito de Córdoba).

La demostrada incapacidad de Blanca de Castilla para tener hijos sumado al hecho de una posible «debilidad» mental contribuyeron decididamente a que el infante Pedro de Portugal la repudiara sin haber consumado el matrimonio, aunque según algunos testimonios sí que pudo haberlo sido. Y poco después el rey Alfonso XI envió a Portugal una embajada con médicos a fin de verificar o desmentir los argumentos proporcionados por el infante Pedro para repudiar a su prometida, corroborando sus miembros lo afirmado por la Corte portuguesa, habiendo sido todo ello mencionado del siguiente modo en la Crónica de Alfonso XI:

Et porque era puesto casamiento del Infante Don Pedro de Portogal con Doña Blanca fija del Infante Don Pedro de Castie11a, ante que con Doña Costanza fija de Don Joan, según que la estoria lo ha contado: et aquella Doña Blanca era paralitica, el Rey de Portogal facia todo su poder por juntar para su fijo el casamiento de Doña Costanza, et por partir el casamiento de Doña Blanca. Et por esto envió sus mandaderos al Rey de Castiella, et otros al Rey de Aragón, con quien les envió decir, que aquella Doña Blanca era doliente de paralisía, en tal manera que non cumplía por casamiento á su fijo; et por esto que les rogaba que diesen dos caballeros que la fuesen
ver, porque si el ordenase alguna otra cosa de casamiento de su fijo, que viesen que lo facia con razón et con derecho. Et el Rey de Castiella, et el Rey de Aragón enviáronle dos caballeros: et estos que allá fueron, dixieronles que era verdad según quel Rey de Portogal ge lo enviara decir. Et por lo que dixieron estos mandaderos, el Rey de Portogal et Don Joan enviaron decir al Rey de Castiella como tenían puesto el casamiento del Infante Don Pedro de Portogal con Doña Costanza fija de Don Joan, fijo del Infante Don Manuel, et que él que lo toviese por bien, et que le pluguiese ende: et el Rey dióles buena respuesta.

Hay constancia documental de que en las Cortes de Madrid de 1329, según consta en un documento remitido por Alfonso XI en diciembre de ese año a «diversas instancias» del reino, se había acordado conceder ciertas sumas de dinero a la Corona urgentemente a fin de que esta pudiera adquirir «los lugares que fueron de doña Blanca», por lo que habrían de pagar moneda forera todos los vasallos. Y aunque se desconoce la fecha exacta en que los señoríos de Blanca de Castilla retornaron al realengo, por diversas referencias indirectas sí que hay constancia de que debió tener lugar en la década de 1330, pues por referencias indirectas está plenamente corroborado que todos los señoríos que fueron del infante Pedro, padre de Blanca, volvieron al realengo durante el reinado de Alfonso XI, aunque se desconoce de qué modo fue compensada esta última por su pérdida. Y, por otra parte, en 1331 el rey Alfonso IV de Aragón solicitó a Alfonso XI que tanto la infanta María como su hija Blanca cobrasen las rentas que se les debían por sus matrimonios tanto en el reino de Castilla, en el caso de la infanta María, como de Portugal en el caso de su hija.

### Últimos años y muerte (1339-1375)

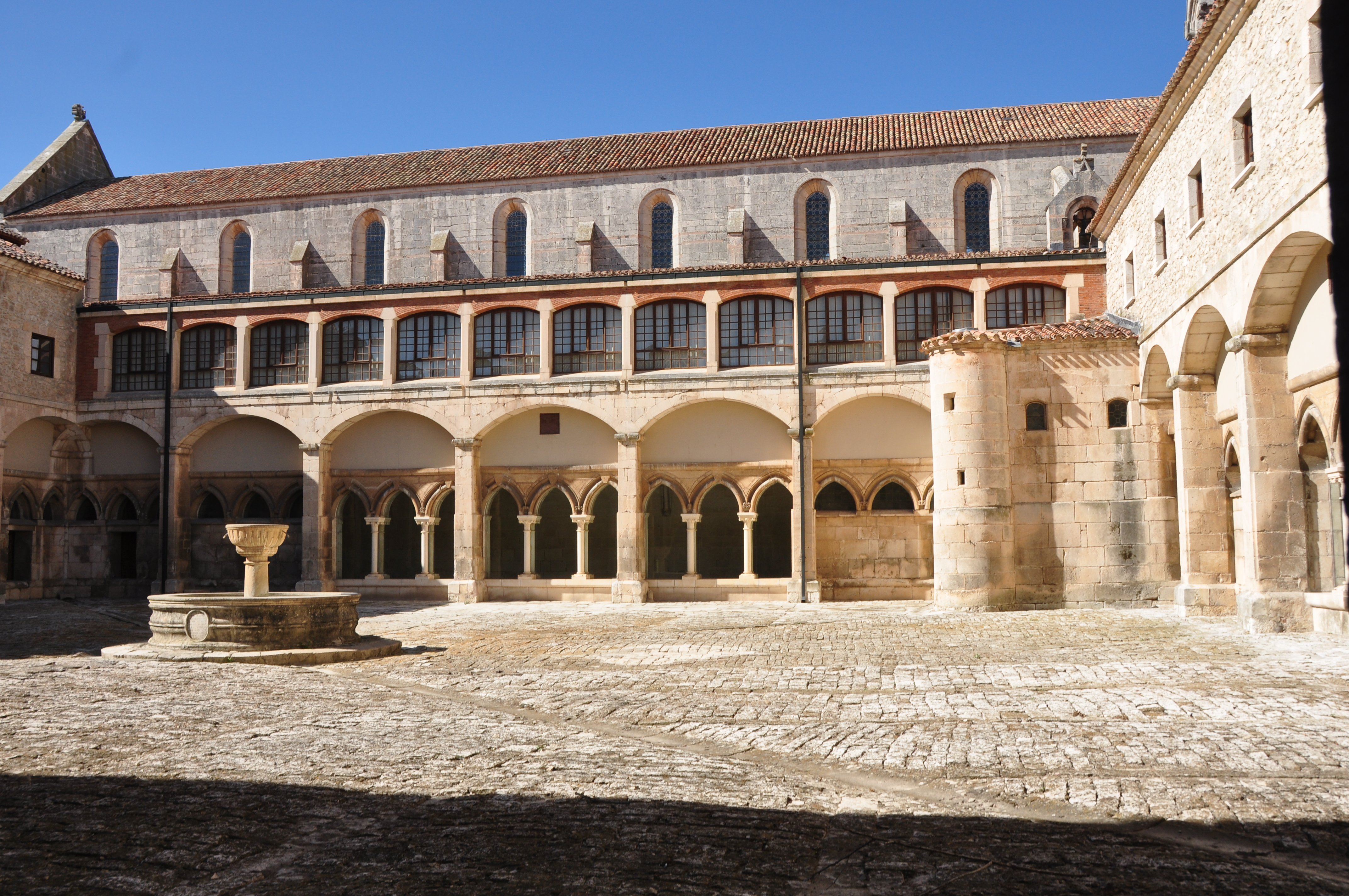
Claustro de San Fernando en el monasterio de las Huelgas de Burgos.

En 1339 Blanca regresó a Castilla y los portugueses le devolvieron toda su dote, siendo todo ello narrado al final del capítulo XLVII de la Chonica de ElRei Dom Afonso o Quarto, donde se consignó que Blanca de Castilla fue entregada a Martín Fernández Portocarrero, camarero mayor del rey de Castilla junto con todo lo que poseía en Portugal, según habían acordado los monarcas castellano y portugués. Y después, acompañada por numerosos nobles de la Corte portuguesa llegó a Elvas y desde allí entró en territorio castellano pasando por la ciudad de Badajoz.
Y a su llegada a Castilla, Blanca, la «querida prima» del rey Alfonso XI, en palabras de García Fernández, fue recluida en el monasterio de las Huelgas de Burgos con el consentimiento del rey, que poco a poco fue arrebatándole sus enormes propiedades, y sin tener ya ninguna «proyección pública». Y aunque algunos autores afirmaron que fue monja en las Huelgas de Burgos, los escasísimos documentos en los que es mencionada simplemente la nombran como «la infanta donna Blanca, fiia del infante don Pedro, senora de Las Huelgas».
Desde 1336, según Manuel García Fernández, Alfonso XI fue entregando como «apanages» a sus hijos ilegítimos, habidos con Leonor de Guzmán, los señoríos que habían pertenecido a Blanca de Castilla, aunque hay constancia de que ya en enero de 1332 el monarca castellano había cedido a su hijo ilegítimo Pedro de Aguilar, nacido de su relación con Leonor de Guzmán, todo el «fabuloso patrimonio» que había pertenecido a Blanca de Castilla y a su padre, el infante Pedro. Y en la Gran Crónica de Alfonso XI consta que a Sancho Alfonso de Castilla, que fue el segundo de los hijos ilegítimos de Alfonso XI y de Leonor de Guzmán, el rey le entregó el señorío de Ledesma y la mayoría de las posesiones que habían pertenecido a Sancho de Castilla el de la Paz, nieto de Alfonso X el Sabio y fallecido en 1312.

Entre mayo de 1330 y abril de 1334, la infanta María de Aragón, madre de Blanca de Castilla, fue señora del monasterio de las Huelgas de Burgos, estando ello directamente relacionado con el hecho del regreso de Blanca a Castilla. Y conviene añadir que el señorío sobre el monasterio le facilitaba «recursos y una base para administrar el patrimonio familiar», como señaló el medievalista Carlos Manuel Reglero de la Fuente.

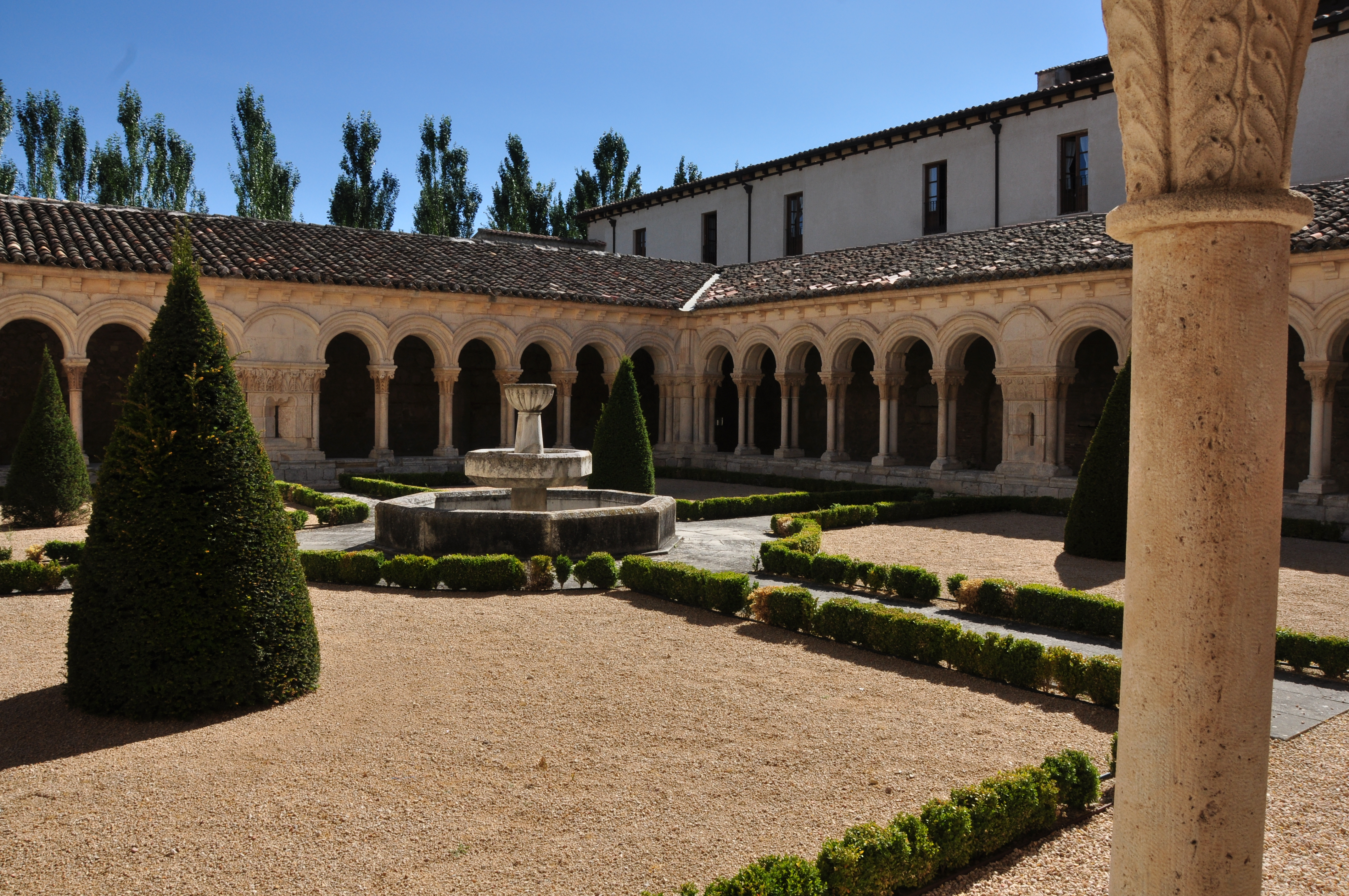
Claustro románico conocido como "Las Claustrillas" en el monasterio de las Huelgas de Burgos.

Blanca fue señora del monasterio de las Huelgas de Burgos y fue la última que ostentó el señorío civil sobre dicho monasterio hasta su muerte, apareciendo en 1371, durante el reinado de Enrique II de Castilla, con el título específico de «señora de las Huelgas», como indicó Reglero de la Fuente en un artículo de 2016. Y conviene añadir que nadie había ostentado ese título desde el regreso de la infanta María al reino de Aragón, que tuvo lugar en 1334 o 1335. Además, los problemas habidos durante la etapa del señorío de la infanta María con toda probabilidad llevaron a las religiosas de las Huelgas a negarse a solicitar el nombramiento de una nueva señora, por no mencionar el hecho de que el rey Alfonso XI, según lo establecido en las Cortes de Valladolid de 1325 y en las de Alcalá de 1348, había «preferido» retener para sí la encomienda de los monasterios castellanos. Y conviene añadir que en 1371 Enrique II de Castilla cedió a Blanca la suma de 10.000 maravedís procedentes de los diezmos del puerto de Pancorbo en compensación por su renuncia a todo lo que poseía en Briviesca y Salinas de Añana.
Blanca de Castilla falleció en 1375, y su muerte señaló el fin del gobierno de las «señoras» en el monasterio de las Huelgas, como se viene considerando tradicionalmente.

## Sepultura

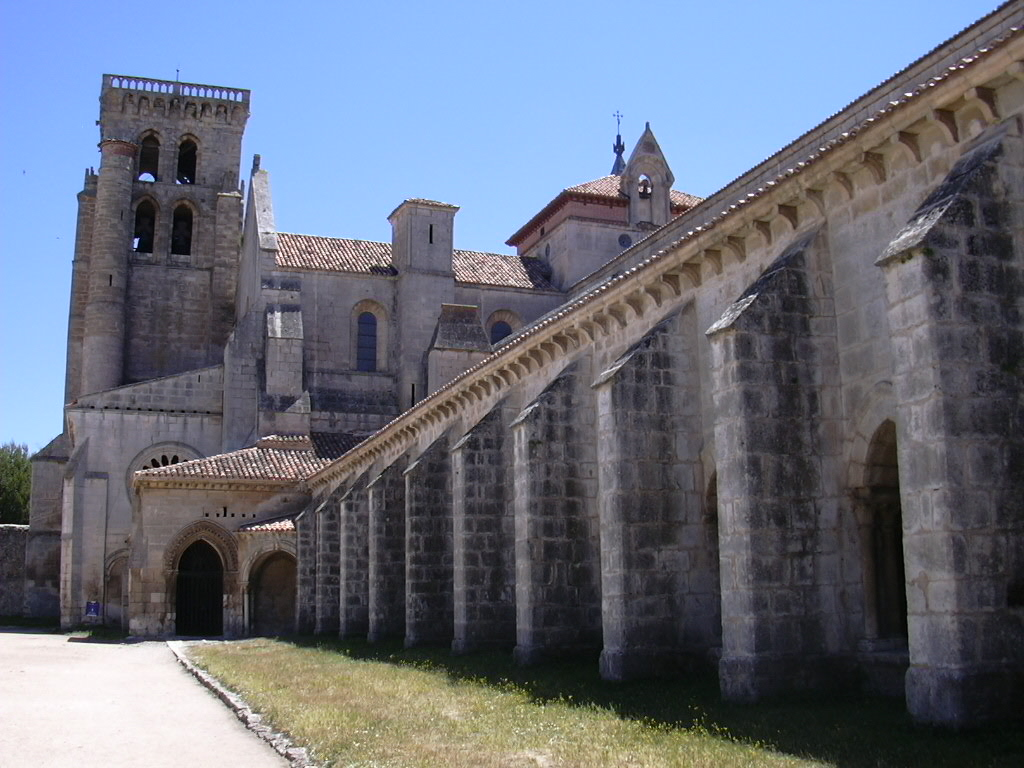
Monasterio de las Huelgas de Burgos.

Fue sepultada en el monasterio de las Huelgas de Burgos, donde también fueron enterrados sus padres. Durante la Guerra de la Independencia Española, el monasterio de las Huelgas fue saqueado por las tropas francesas y la mayoría de sus tumbas profanadas, pero durante la exploración del monasterio llevada a cabo a mediados del siglo XX se comprobó que los restos de Blanca de Castilla se hallaban momificados, que la momia era corpulenta y gruesa, y que su hábito, blanco y negro, se encontraba muy picado.
El cadáver de Blanca reposa en la actualidad en un sepulcro de piedra liso colocado en la nave de la Epístola o sur del templo, enfrente del sepulcro que se supone que contiene los restos de su madre, la infanta María de Aragón, y en la misma nave donde reposan los de su padre, el infante Pedro de Castilla. Y conviene añadir que ya en el siglo XVIII, el padre Enrique Flórez mencionó en el tomo XXVII de su España sagrada que los restos de Blanca de Castilla descansaban en un sepulcro ubicado en la nave de San Juan Evangelista del templo, y que sus padres descansaban en sendos sepulcros ubicados en la nave de Santa Catalina.